# 가사이정 (시즈오카현)
가사이정(笠井町)은 시즈오카현 나카카미군·하마나군에 속했던 정이다. 현재의 하마마쓰시의 주오구 복동부에 해당한다.

## 역사
- 1889년 4월 1일 - 정촌제 시행으로 나가카미군 가사이촌이 발족.
- 1891년 9월 17일 - 가사이촌이 정제 시행으로 가사이정이 됨.
- 1896년 4월 1일 - 군제 시행으로 소속이 하마나군으로 변경.
- 1951년 4월 1일 - 가사이정과 도요니시촌이 합병, 새로이 가사이정이 발족.
- 1954년 3월 31일 - 가사이정이 하마마쓰시에 편입. 가사이정 폐지.
- 2007년 4월 1일 - 하마마쓰시가 정령지정도시가 되면서 구 가사이정 구역이 히가시구에 속하게 됨.

## 교통

### 철도
- 하마마쓰 전철(엔슈철도 자회사) 
  - 가사이선 (1914년 - 1944년)

### 도로
- 시즈오카 현도 45호 텐류 하마마츠선 (가사이 가도)